# Plan A (canción)
«Plan A» es una canción del cantante y rapero argentino Paulo Londra. Fue lanzada el 23 de marzo de 2022 a través de Warner Music Latina como el sencillo principal de su segundo álbum de estudio, Back to the Game (2022). Fue compuesta por Londra junto a Federico Javier Colazo, Matías Andrés Rapacioli y Federico Vindver y producida por Vindver y Hot Plug.
En el aspecto musical, «Plan A» es una canción de género rock punk. La letra narra de una historia de desamor, hablando de ese momento específico en una relación donde se marca que se aproxima el final. «Plan A» es el primer tema del artista con influencia punk y rock, y presenta arreglos de guitarra eléctrica, además de batería y teclados.  Desde el punto de vista comercial, se convirtió en el tercer número uno de Londra en la lista Billboard Argentina Hot 100.

## Antecedentes
Durante dos años y medio, Londra no pudo continuar lanzando canciones a razón de un conflicto legal entre él y los productores musicales Cristian Salazar (Kristo) y Daniel Oviedo (Ovy On The Drums), y la disquera Big Ligas, a quienes acusó de manipular su contrato y estafarlo para quedarse con los derechos de sus canciones hasta el 2025. Tras dos años de juicio, el 10 de noviembre de 2021 finalmente logró desvincularse en buenos términos de Big Ligas, la productora, en una audiencia llevada a cabo en Miami, según un informe difundido por Billboard.

## Composición y letra
«Plan A» comienza sonando sobre una base de piano que parece anticipar un registro cercano a una balada de ruptura mientras Londra canta sobre querer obtener claridad en una relación. Luego, a partir del segundo diecisiete se inicia un ritmo dramático de batería y el coro recibe un impulso de guitarras amplificadas, lo que agrega algo de intensidad a la pista y establece un sonido diferente para Londra, quien se incrustó fuertemente en la escena trap latina de Argentina. Posteriormente, antes del minuto, la insinuación rockera se termina exhibiendo como una relectura personal del punk-rock-pop propio de comienzos de siglo XXI.
En cuanto a la letra, Londra comentó: «Tenía muchas ganas de hacer algo nuevo para mí y me gusta mucho el rock y el punk; me imaginé un amor frustrado».

## Recepción

### Comentarios de la crítica
En general, «Plan A» ha tenido críticas mixtas. Jordi Bardají de Jenesaispop, en su evaluación destacó la sorpresa de su sonido rock punk, aunque dijo que «no se puede pasar por alto que Londra está lejos de ser el vocalista más convincente en este registro». Similarmente, Juan Manuel Pairone, del periódico argentino La Voz del Interior, elogió propuesta de innovación de regresar con un nuevo género diferente a sus anteriores canciones, sin embargo, agregó que: «esa impronta punk pop impregnada de espíritu adolescente con la que reapareció en escena no aporta nada innovador para la música actual: al contrario, parece un “copiar y pegar” de un sonido del que parecía ya nos habíamos librado cuando bandas como Blink-182 o Sum 41 pasaron de moda».

### Desempeño comercial
Luego de su lanzamiento, la canción se convirtió en un éxito comercial. En sus primeras veinticuatro horas la canción debutó en el puesto número dos de Spotify Global, convirtiéndose en la primera canción en posicionarse en el dicho puesto por un artista argentino sin colaboración. Asimismo, su video oficial de YouTube acumuló más de veintiséis millones de vistas y alcanzó la primera posición en tendencia en dieciséis países, entre ellos, Argentina, España y México.
En Argentina, se convirtió en el tercer sencillo número uno de Londra en la lista Billboard Argentina Hot 100, detrás de «Cuando te besé» y «Adán y Eva» (2018). Debutó en primera posición en la edición del 3 de abril de 2022. También debutó en la lista airplay de Monitor Latino en la posición número catorce y, después de una semana, alcanzó el número uno. En España la canción ingresó a la trigésima tercera posición de la lista PROMUSICAE en la semana doce del listado, y en siete días ascendió a la primera. La canción fue su segundo número uno, luego de «Adán y Eva».

## Video musical
Al igual que el sencillo, el video musical se estrenó en Vevo el 23 de marzo de 2022. Dirigido por Facundo Ballve, se filmó en la cancha de básquet del Club Atlético Lanús, ubicada en la zona sur del Gran Buenos Aires (Argentina). Al mejor estilo de un musical norteamericano juvenil, el cantante caracterizó a un jugador que espera la oportunidad de salir a la cancha. Hasta que, finalmente, la entrenadora lo hace entrar y él anota un tanto porque quiere “ser el primero”, en referencia a la letra de la canción. Durante el video también, en diferentes momentos, se lo ve dando un show junto a los demás miembros de su equipo "Leones con Flow", su grupo de amigos, manteniéndose fiel a su emblemática figura del león.

## Posicionamiento en las listas
| Listas (2022)                            | Mejor posición |
| ---------------------------------------- | -------------- |
| Argentina (Monitor Latino)               | 1              |
| Argentina Hot 100 (Billboard)            | 1              |
| Bolivia (Billboard)                      | 1              |
| Bolivia (Monitor Latino)                 | 2              |
| Chile (Billboard)                        | 4              |
| Colombia (Billboard)                     | 4              |
| Colombia Streaming (Promúsica)           | 1              |
| Costa Rica (Monitor Latino)              | 5              |
| Costa Rica Streaming (FONOTICA)          | 1              |
| Ecuador (Billboard)                      | 1              |
| Ecuador Pop (Monitor Latino)             | 13             |
| España (Billboard)                       | 1              |
| España (PROMUSICAE)                      | 1              |
| Global 200 (Billboard)                   | 8              |
| Global Excl. US (Billboard)              | 3              |
| Guatemala Pop (Monitor Latino)           | 11             |
| Honduras (Monitor Latino)                | 17             |
| Hot Latin Songs (Billboard)              | 43             |
| Hot Rock & Alternative Songs (Billboard) | 46             |
| México (Billboard)                       | 1              |
| Mexico Espanol Airplay (Billboard)       | 25             |
| Panamá (Monitor Latino)                  | 14             |
| Panamá (PRODUCE)                         | 16             |
| Paraguay (Monitor Latino)                | 13             |
| Perú (Billboard)                         | 1              |
| República Dominicana (SODINPRO)          | 30             |
| Uruguay (Monitor Latino)                 | 11             |
| Venezuela Pop (Monitor Latino)           | 8              |

| Listas (2022)  | Mejor posición |
| -------------- | -------------- |
| Paraguay (SGP) | 5              |
| Uruguay (CUD)  | 1              |

| Listas (2022)               | Mejor posición |
| --------------------------- | -------------- |
| Argentina (Monitor Latino)  | 26             |
| Bolivia (Monitor Latino)    | 17             |
| Costa Rica (Monitor Latino) | 35             |
| Guatemala (Monitor Latino)  | 95             |
| Panamá (Monitor Latino)     | 98             |
| Paraguay (Monitor Latino)   | 24             |
| Uruguay (Monitor Latino)    | 44             |

## Certificaciones
| País           | Organismo certificador | Certificación | Ventas certificadas | Simbolización | Ref.   |
| -------------- | ---------------------- | ------------- | ------------------- | ------------- | ------ |
| Chile          | PROFOVI                | Oro           | 17 751 026          | ●             | [ 58 ] |
| España         | PROMUSICAE             | Platino       | 60 000              | ▲             | [ 33 ] |
| Estados Unidos | RIAA                   | Oro           | 30 000              | ●             | [ 59 ] |

## Créditos y personal
Adaptados desde Jaxsta.

### Producción
- Paulo Londra: voz, composición
- Federico Vindver: composición, productor, guitarra y teclados
- Hot Plug: productor
- Federico Javier Colazo: composición
- Matias Andres Rapacioli: composición
- Kiel Feher: batería

### Técnico
- Federico Vindver: programación e ingeniero de grabación
- Kiel Feher: ingeniero de grabación
- Patrizio «Teezio» Pigliapoco: ingeniero de mezcla
- Ignacio Portales: asistente de mezcla
- Dale Becker: maestro de grabación
- Noah McCorkle: asistente de maestro de grabación

## Historial de lanzamientos
| Región | Fecha               | Formato(s)                 | Discográfica        | Ref.   |
| ------ | ------------------- | -------------------------- | ------------------- | ------ |
| Varios | 23 de marzo de 2022 | Descarga digital streaming | Warner Music Latina | [ 61 ] |